# Магерова, Александра Сергеевна
Александра Сергеевна Магерова более известная как Саша Магерова (род. 18 июля 1986 года, Североморск) — российская певица, автор песен, педагог.

## Биография
Родилась 18 Июля 1986 года в городе Североморске Мурманской области. В 7 лет поступила на хоровое отделение Североморской музыкальной школы (класс преподавателя Гилки О. Н.) Закончила музыкальную школу с отличием. .
За время обучения дважды становилась лауреатом I степени областного вокального конкурса в номинации «академическое пение», стипендиатом премии мэра г. Североморска и премии губернатора Мурманской области. В 10 лет впервые выступила за рубежом, в Финляндии.
В 15 лет поступила на хоровое отделение Мурманского Музыкального училища (класс преподавателя Иванова В. М., класс преподавателя Супруненко Л. А.) которое также закончила с отличием.
В составе камерного хора Amadeus неоднократно гастролировала за рубежом.
В 20 лет поступила на факультет эстрадно-джазового пения ГКА им. Маймонида (класс преподавателя Крашевской Е. В.) в Москве. Закончила Академию с отличием.
За время обучения собрала свой первый состав и начала концертировать с авторской программой. А также приняла участие в национальном отборе конкурса Евровидение.

## Карьера
Саша участвовала во множестве фестивалей, как со своим ансамблем, так и в других составах.
Начиная с 2004 года принимала участие в фестивалях «Varangerfestivalen» (Норвегия) и «Nordlys» (в составе камерного хора Amadeus), «Усадьба Джаз», «Skolkovo Jazz», «В.Д.О.Х», «Lady In Jazz»,
«Летние Вечера Бориса Березовского в Елабуге», «Город Jazz», «Ночь Музыки», «Future Art Fest», «МузЭнерго» (г. Дубна), «На Джазовой Волне» (г. Мурманск), «Джаз-Круиз Плюс» (г. Пенза), «Квартирник Фест» (г. Саратов), «Проявление» (г. Махачкала).
В 2009 году участвовала в национальном отборе конкурса Евровидение в составе группы Venger Collective.
Сотрудничала с такими музыкантами, как Тина Кузнецова, Саша Алмазова, Алина Ростоцкая, Алина Ос, Таня Балакирская, Дмитрий Илугдин, Лев Трофимов, Иван Фармаковский, Тони Карапетян, Санжар Турсунов, Антон Давидянц, Александр Родовский, Александр Виницкий, Павел Тимофеев, Салман Абуев и многими другими.
В 2011 году выступала с проектом «Vision Of Sound» Дмитрия Илугдина и Евгения Шарикова. Концерты прошли в московских клубах «16 Тонн Шестнадцать тонн (клуб)», «Союз Композиторов Союз Композиторов (клуб)», «China Town», а также на сцене Московского Международного Дома Музыки Дом музыки (Москва). Коллектив был включён в список «11 российских групп, удививших критиков в 2011 году», по мнению Международного Проекта Russia Beyond.
В 2012 году состоялось выступление Саши в Киевской Малой Опере.
В 2013 году совместно с актрисой и режиссёром Светланой Ивановой — Сергеевой представила музыкально — поэтическую программу на стихи поэтов Веры Павловой и Веры Полозковой. Премьера состоялась в г. Таганрог.
В 2015 году стала участником конкурса «Стань Звездой D1» и получила спецприз от компании Sennheiser.
В 2016 начала выступать с джазовым коллективом JazzPlay. В составе: Владислав Гафиятов (клавиши), Марат Гафиятов (бас — гитара), Артём Самойлов (барабаны), Роман Нетесов (саксофон) Концерты группы проходили во многих городах России и за рубежом, в Узбекистане (г. Самарканд) и Италии (г. Комо) Коллектив является резидентом Клуба Алексея Козлова (г. Москва) За время своего существования концерты JazzPlay и Саши Магеровой успели полюбиться столичной публике.
В 2017 году выступила с сольными концертами на Кипре, в Российском Центре Науки и Культуры (г. Никосия) и Театре Pattihio (г. Лимассол).
В 2018 году представила дебютный англоязычный альбом «The Gifts». Пластинка была тепло встречена слушателями и музыкальными критиками. Презентация прошла на сцене Субтропической оранжереи Аптекарского Огорода в Москве
., в рамках фестивальной программы «Город Jazz». Две композиции из альбома вошли в ротацию Радио Jazz.
В 2019 году вошла в шорт — лист премии «Все Цвета Джаза» в номинации «Музыкант Года».
В 2020 году выпустила дебютный сингл на русском языке, песню «Я Жива». В создании приняли участие известный пианист и саунд — продюсер Лев Трофимов и струнный ансамбль под управлением Асии Абдрахмановой. Запись прошла на студии Мосфильм. Песня вошла в ротацию Радио Вера.
В 2021 году приняла участие в съемках документально — игрового фильма «Чайковский. Русский гений», где исполнила романс П. И. Чайковского «Мой гений, мой ангел, мой друг».
Также в 2021 году активно сотрудничала с джазовым бэндом г. Ступино (Московская область) как солистка. Приняла участие в серии концертов в городах Ступино, Наро – Фоминск, Троицк.
В 2022 году дала несколько успешных сольных концертов на сцене московского театра Геликон-Опера в рамках проекта Jazzкафе.
В 2023 началось сотрудничество Саши с гитаристом и композитором Александром Виницким. Совместные выступления прошли в составе: Саша Магерова (вокал) Александр Виницкий (гитара) и Александр Родовский (гитара)
В августе 2024 состоялась премьера новой концертной программы Саши Магеровой — авторские песни на русском языке, в сопровождении бэнда и струнного квартета.

## Sasha Magerova Band
Проект Саши Магеровой, исполняющий авторские композиции с оригинальной лирикой на русском и английском языках. Стиль: современный джаз, соул, поп.
Первый концерт коллектива состоялся 18 июля 2008 года, в московском клубе «Дума». В составе: Оскар Чунтонов (клавиши), Артём Тильдиков (бас), Борис Ионов (барабаны), Салман Абуев (труба), Артём Кусточкин (саксофон), Виталий Замятин (ди-джеинг), Гульнара Аскарова и Анна Александрова (бэк — вокал). Это выступление услышал продюсер Эдуард Шум и пригласил бэнд принять участие в его фестивале «В.Д.О.Х», фактически открыв имя коллектива для широкой аудитории.
Впоследствии Sasha Magerova Band неоднократно становились участниками фестиваля «В.Д.О.Х.» разных лет, наряду с такими артистами как Therr Maitz, Zventa Sventana, Маша и Медведи, Gayana, Александр Панайотов и многими другими.
В 2009 году на учебной студии звукозаписи РАМ им. Гнесиных состоялась первая запись коллектива. В которой, наряду с основным составом, принял участие Антон Давидянц (бас — гитара) и примкнувший к коллективу саксофонист Егор Шаманин.
Фактически на тот момент в Sasha Magerova Band собрались самые прогрессивные молодые музыканты Москвы. Критики окрестили коллектив
«авангардом передовой джазовой молодёжи», а Сашу — «самой талантливой вокалисткой из числа восходящих звёзд соответствующего направления»
На протяжении 16 лет состав бэнда менялся несколько раз. В разное время с коллективом сотрудничали такие музыканты как Дмитрий Илугдин, Пётр Ившин, Игнат Кравцов, Вартан Бабаян, Николай Сидоренко, Санжар Турсунов и многие другие.
Состав бэнда, который сложился в 2017 году, остаётся неизменным до сих пор.
Это Оскар Чунтонов (клавиши), Анатолий Кожаев (бас), Александр Родовский (гитара), Александр Ахмаев (барабаны), Салман Абуев (труба), Александр Бруни (флейта). Также с бэндом периодически играет Дмитрий Ерошин (барабаны)
В 2017 году состав выпустил дебютный сингл «Thank You», a в 2019 году — альбом «The Gifts». Саунд — продюсером альбома выступил Николай Лукьянов.
В 2024 году был выпущен сингл и лайв видео на песню «Женщина — Бедуин».

## Педагогика
Саша — не только яркая артистка, но и опытный педагог по вокалу. Начиная с 2009 года, она:
— сотрудничала с «Академией Детского Мюзикла» в Москве
— занималась вокалом с актёрами Культурного Фонда Валерия Золотухина в Школе-Студии «Премьера»
— преподавала студентам Мурманского Колледжа Искусств в качестве приглашённого педагога
— с 2011 по 2017 год преподавала на кафедре эстрадно-джазового пения Государственной Классической Академии им. Маймонида
— с 2015 до 2019 работала с детьми в Хорошевской прогимназии (Хорошкола)
— с 2019 по 2024 преподавала на эстрадно — джазовом отделении ДМШ им. Лядова.
Также Саша является приглашенным педагогом форума Леонида Агутина, куратором Международной Творческой Лаборатории «FutureArtLab», спикером Института Музыки «Lanote», ведущей мастер — классов по вокалу для онлайн — университета «Муза» от Сбера.
Сотрудничает с актёрами театра и кино в качестве педагога по вокалу и вокального продюсера (проекты «Лондонград» с Никитой Ефремовым, «Весёлые ребята» (2014 год) с Иваном Дорном и Екатериной Шпицей, «Пираты галактики Барракуда», «Горыныч» с Романом Курцыным, «Пророк» с Юрой Борисовым).

## Семья
Не замужем, двое детей: Соня (2010 г.р.) и Арсений (2014 г.р.)

## Альбомы
- 2018 — «The Gifts»
- 2021 — «Give Me Your Beat»

## Синглы
- 2018 — «Thank You»
- 2018 — «Family»
- 2020 — «Я Жива»
- 2020 — «Рождество» (совместно с Алиной Ростоцкой, Таней Балакирской, Gayana, Alba, Андрей Джиджиковым)
- 2022 — «You’re Mine»
- 2023 — «Love Is Everywhere» (совместно с Anton Melihov)
- 2024 — «Женщина — Бедуин»
- 2024 — «Музыка Моей Души» (совместно с Сашей Алмазовой)
- 2024 — «Ночь» (совместно с Алиной Ос)